# Håkon Aalrust
Håkon Lunder Aalrust, né le 5 août 1998 à Asker, est un coureur cycliste norvégien. Il est membre de l'équipe Coop.

## Palmarès sur route

### Par années
- 2016
  - 2e du championnat de Norvège sur route juniors
- 2017
  - 2e étape du Tour Te Fjells
- 2018
  - 4e étape de l'U6 Cycle Tour
- 2019
  - 2e étape de l'U6 Cycle Tour
  - Stadsprijs Geraardsbergen
  - 2e de l'U6 Cycle Tour

### Classements mondiaux
| Année                                 | 2017  | 2018  | 2019 | 2020  | 2021 | 2022 | 2023  |
| ------------------------------------- | ----- | ----- | ---- | ----- | ---- | ---- | ----- |
| Classement mondial                    | 1675e | 1450e | nc   | 1855e | nc   | 849e | 3160e |
| UCI Europe Tour                       | 1076e | 919e  | nc   | 1368e | nc   | 634e | nc    |
|                                       |       |       |      |       |      |      |       |
| Légende : nc = non classéSource : UCI |       |       |      |       |      |      |       |

## Palmarès en cyclo-cross
- 2015-2016
  -  Champion de Norvège de cyclo-cross juniors
- 2017-2018
  - 2e du championnat de Norvège de cyclo-cross